# Arroyo de la Miel

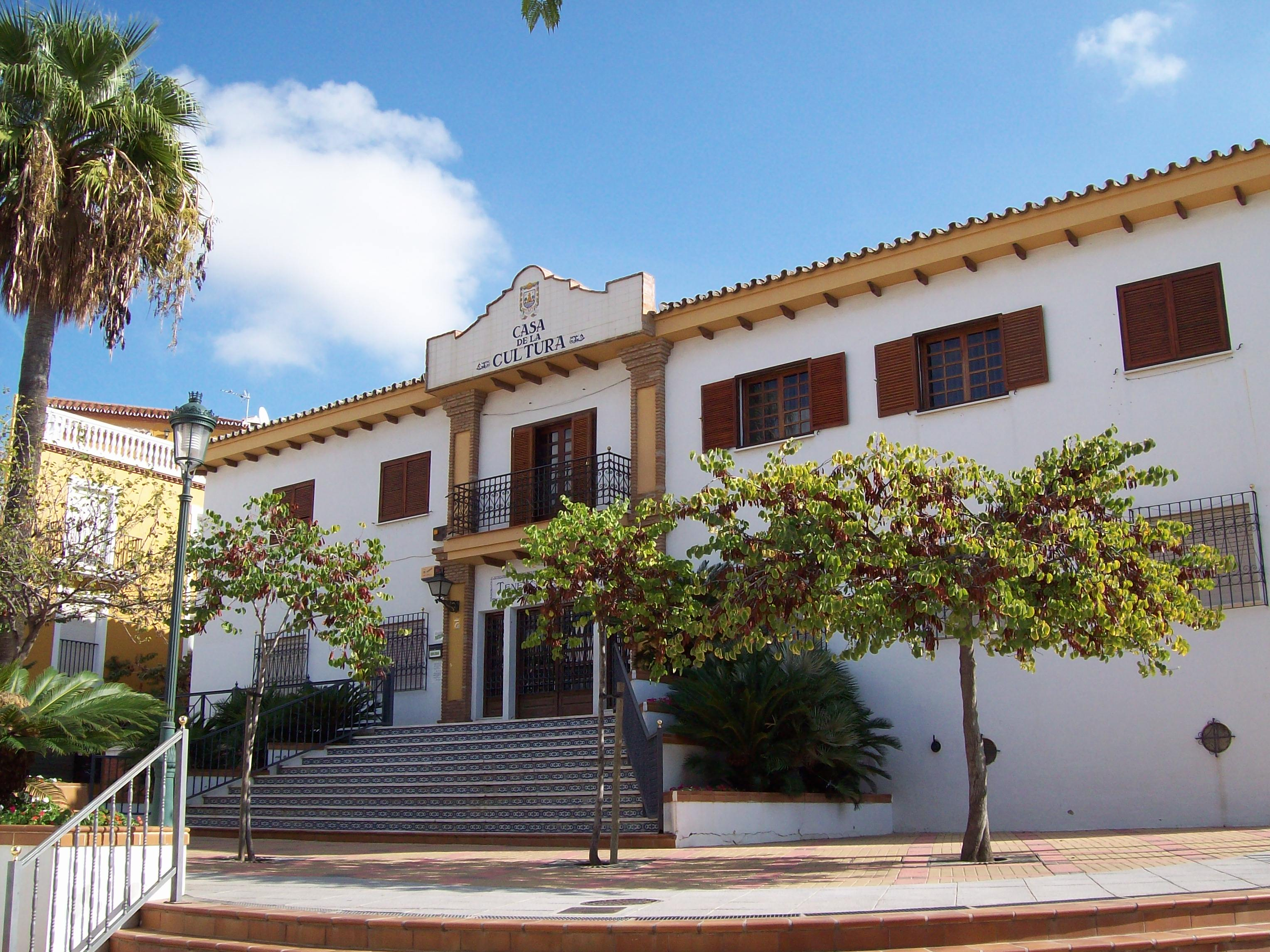
Casa de la Cultura y Tenencia de Alcaldía de Arroyo de la Miel

Arroyo de la Miel es uno de los tres distritos en los que está dividida administrativamente la ciudad de Benalmádena (Málaga). Aunque el crecimiento urbanístico hace ya casi imperceptible la distinción entre los tres distritos, aún poseen señas de identidad en su orografía, arquitectura, situación y usos urbanos que los diferencian.
Arroyo de la Miel limita al sur con el del núcleo urbano de Benalmádena Costa y, al oeste, con el de Benalmádena Pueblo, al norte con el municipio de Alhaurín de la Torre y, al este, con el de Torremolinos. Está estructurado en torno a la carretera A-368 (Mijas-Torremolinos) que cruza la localidad en calidad de travesía urbana (Avenida del Tívoli, Avenida de la Estación y Avenida de la Constitución).

## Población
El Instituto Nacional de Estadística considera desde 1991 a los núcleos de Arroyo de la Miel y Benalmádena Costa juntos como "unidad poblacional", con el nombre de Arroyo de la Miel-Benalmádena Costa, debido a la conurbación que forman, por lo que el número de sus respectivos habitantes se suman dando origen a las siguientes cantidades:
| 2000   | 2001   | 2002   | 2003   | 2004   | 2005   | 2006   | 2007   | 2008   | 2009   | 2010   |
| ------ | ------ | ------ | ------ | ------ | ------ | ------ | ------ | ------ | ------ | ------ |
| 27.477 | 28.850 | 30.921 | 34.412 | 36.734 | 39.398 | 43.371 | 44.849 | 47.813 | 50.220 | 52.061 |

## Geografía
- Altitud: 28 msnm
- Latitud: 36º 36' 00" N
- Longitud: 004º 31' 59" O
- Punto más alto: Monte Calamorro, 770 msnm

## Historia
Los primeros indicios humanos fueron localizados en la cueva del Toro, a unos 500 m de altitud en la falda del monte Calamorro. Se trata de pinturas rupestres datadas sobre 35 000 años a. C. Otras culturas y pueblos, como fenicios y romanos dejaron huellas de su presencia.
Aunque el nombre de Arroyo de la Miel ya aparece en los libros de los Repartimientos tras la conquista cristiana de la comarca a finales del siglo XV, es posible que este fuera de origen árabe, y que los cristianos hicieran una traducción literal del mismo, ya que todavía no habían tenido tiempo de renombrar los lugares recién conquistados.
No obstante, Arroyo de la Miel no existirá como núcleo urbano hasta finales del siglo XVIII, fecha en la que el italiano Félix Solesio compró el cortijo de con el mismo nombre para crear un complejo industrial con el fin de fabricar papel para la Real Fábrica de Naipes de Macharaviaya, de la que era dueño. El genovés le cambió el nombre pasando a llamarse "Cortijo de San Carlos" en honor a Carlos III. A partir de aquí surgen las primeras casas destinadas a albergar a los trabajadores y la venta denominada "Ventorrillo de la Perra" abierta en 1785 que servia de parada para los viajeros.

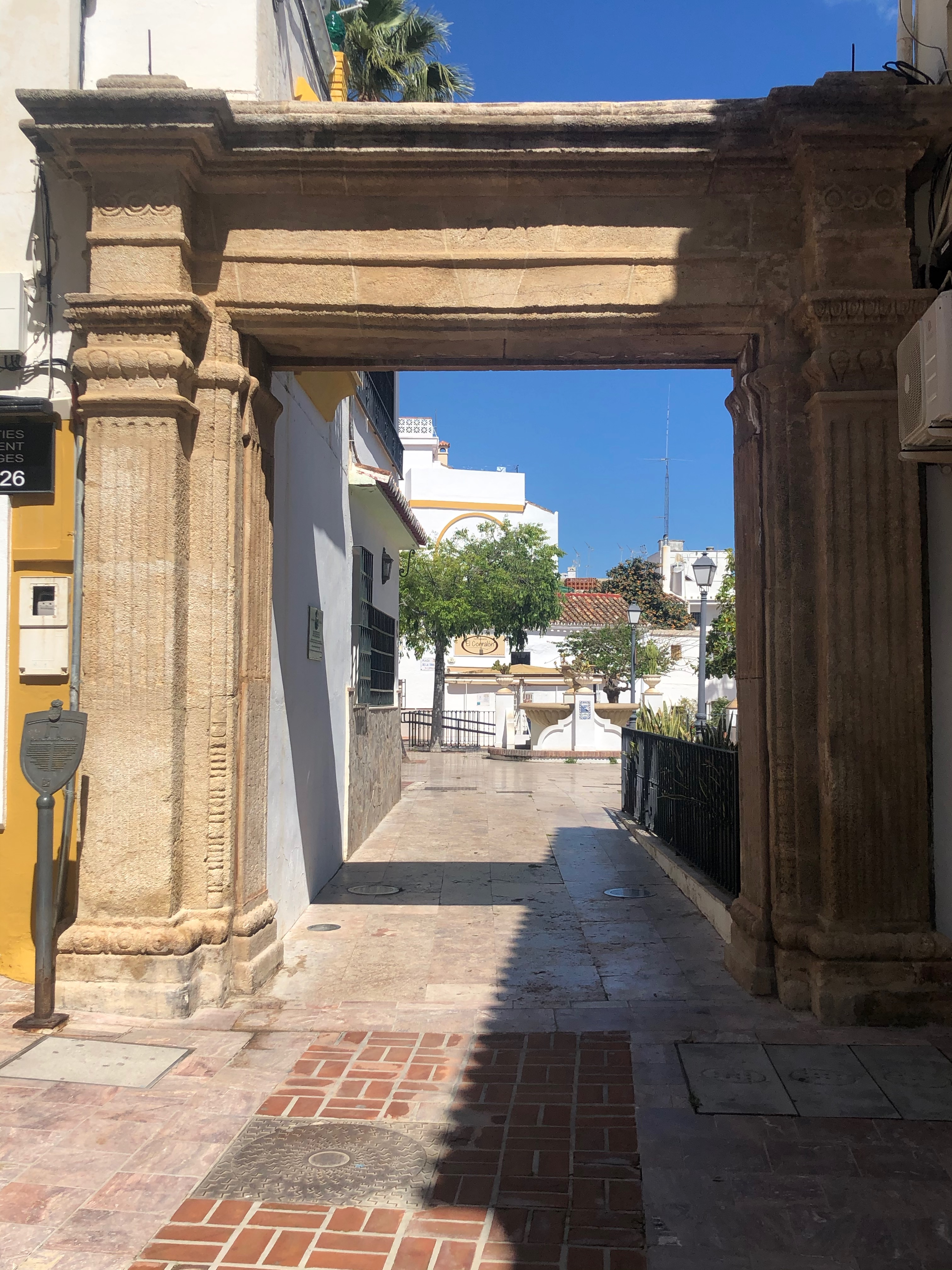
Arco de entrada a la Plaza de la Tribuna construido en 1791.

Tras la quiebra del complejo papelero a principios del siglo XIX, los terrenos se venden en parcelas entre sus acreedores, dando lugar a la actual Plaza de La Tribuna (antes, llamada Plaza de España y conocida entre los lugareños como "el Corralón"). Hoy sólo se mantienen el arco de entrada a la plaza y el edificio de La Tribuna, recientemente restaurado. Esta zona está considerada el embrión de Arroyo de la Miel, y a partir de la cual se desarrollaría el pueblo, conociendo tres momentos de bonanza económica que condicionarían su crecimiento urbano: la llegada de inversores en busca de tierras de cultivo a mediados del siglo XIX, la llegada del ferrocarril a principios del siglo XX y el desarrollo del turismo a partir de la década de 1960.
La pérdida de las vides y las epidemias que se suceden hace mella en la población, también el aumento del paro y la emigración, alargándose hasta el siglo XX. Poco a poco se van vendiendo las tierras del cortijo a trabajadores, construyendo allí sus casas y terminando por conformar lo que hoy conocemos como el casco antiguo de Arroyo de la Miel.
A partir de 1960 algunos promotores turísticos adquirieron terrenos en la costa, zona actualmente conocida como Solymar. En aquel momento no existía una denominación para esta zona y se la llamaba simplemente “la carretera de Málaga a Cádiz”, e incluso se atribuía erróneamente a Torremolinos, por lo que para acabar con esta confusión se optó por llamarla “la carretera de Cádiz a Benalmádena Costa".
Al mismo tiempo, en Arroyo de la Miel se desarrollan las primeras infraestructuras y mejoras: se asfaltan las calles, se coloca el alumbrado público y se crea la red de agua potable y alcantarillado hasta convertirse en la importante ciudad que hoy conocemos.

## Transporte público y comunicaciones

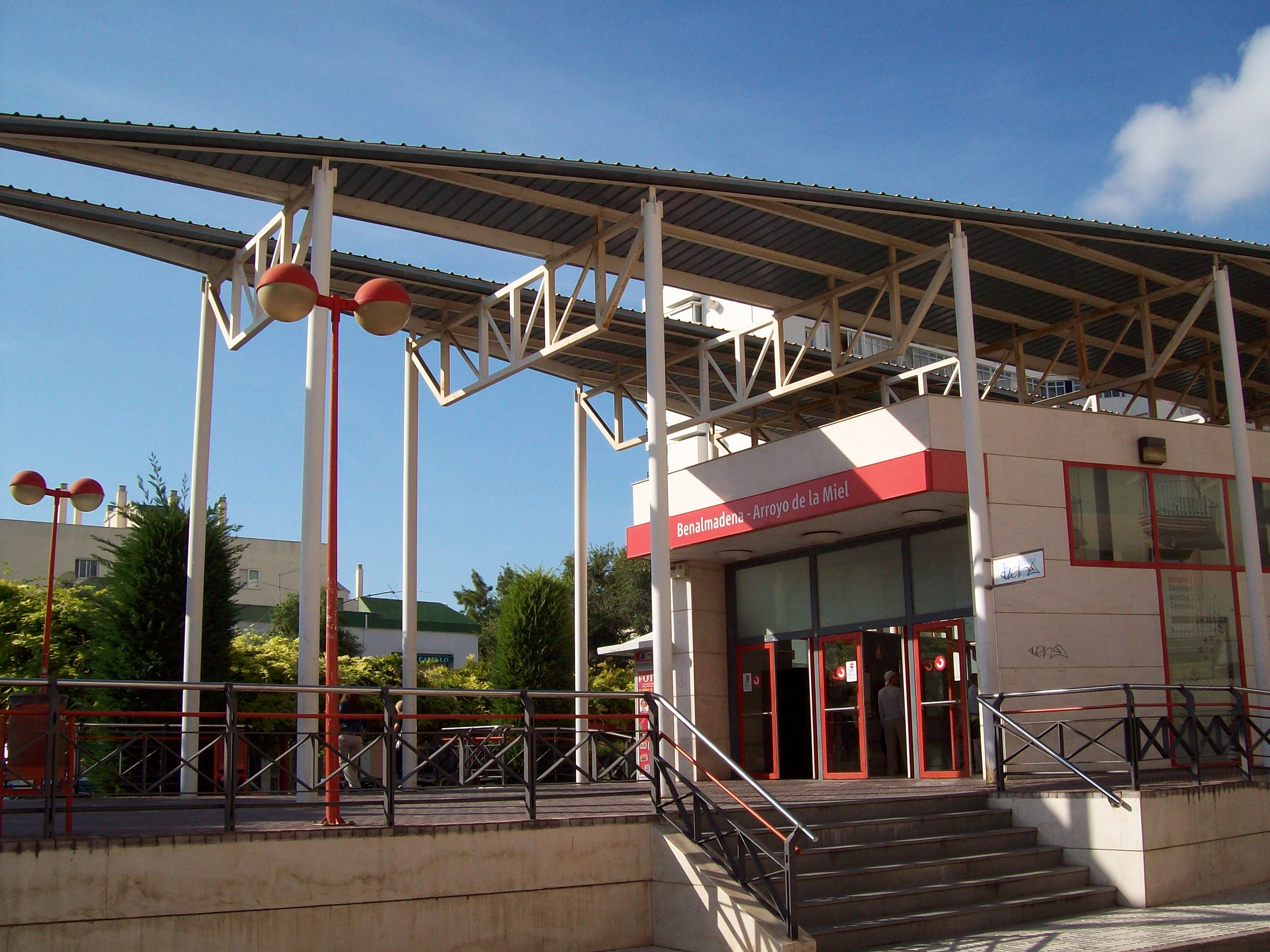
Estación de ferrocarril de Cercanías de Benalmádena-Arroyo de la Miel.

Está comunicado con otras localidades mediante la autopista A-7, la antes mencionada carretera A-368, la línea férrea de Cercanías de Renfe Málaga-Aeropuerto-Fuengirola (línea C-1 de Cercanías Málaga).
Benalmádena está integrada en el Consorcio de Transporte Metropolitano del Área de Málaga, por lo que sus ciudadanos pueden beneficiarse de las ventajas que ofrece en su ámbito, lo que permite utilizar la tarjeta de transporte de esta entidad en todas las rutas de autobús interurbano que discurren por el municipio, así como en su ruta de autobús urbano y en el Ferrocarril de Cercanías.
Pueden consultarse estas rutas en el siguiente enlace

## Cultura
Desde 2010 se celebra en el mes de abril la "Feria de las Ciencias" en La Plaza de la Mezquita, actividad en la que los jóvenes de los colegios del municipio exponen proyectos de divulgación científica realizados durante el curso.

## Lugares de interés turístico
Arroyo de la Miel cuenta con muchos lugares de gran interés turístico y de ocio.
Entre ellos destacaba el parque de atracciones Tivoli World. 
Igualmente destacable es el puerto deportivo de Puerto Marina, referencia en la provincia para el amarre de este tipo de embarcaciones junto a Puerto Banús en Marbella.
Así mismo, el castillo El Bil Bil o el parque de la Paloma completan junto al paseo marítimo y sus playas la oferta turística de la ciudad.

## Deportes
Arroyo de la Miel cuenta con varias instalaciones deportivas como puede ser el campo de deportes "El Tomillar", instalación situada en pleno centro urbanístico de Arroyo de la Miel. Está diseñada para la práctica de varios deportes como son el fútbol, el hockey o el baseball finlandés. En el campo de deportes "El Tomillar" se imparten las Escuelas municipales de fútbol y de hockey, además de utilizarla el Club de hockey Benalmádena y el Club Atlético Benamiel para los partidos que juegan como locales.
Desde 2015, "El Tomillar" pasó a denominarse estadio de fútbol Francisco Alarcón "Isco" en honor al futbolista Isco, el cual formó parte del Atlético Benamiel desde pequeño.
Otra instalación destacable es el Polideportivo de Arroyo de la Miel inaugurado en la década de los 80' que cuenta con campo de futbol de césped artificial, pista de atletismo, pabellón cubierto multiusos y diversas pistas deportivas.
Mención merece también la pista de hielo cubierta inaugurada en 2007.